# Licking (Misuri)
Licking es una ciudad ubicada en el condado de Texas en el estado estadounidense de Misuri. En el Censo de 2010 tenía una población de 3124 habitantes y una densidad poblacional de 563,11 personas por km².

## Geografía
Licking se encuentra ubicada en las coordenadas 37°30′2″N 91°51′40″O / 37.50056, -91.86111. Según la Oficina del Censo de los Estados Unidos, Licking tiene una superficie total de 5.55 km², de la cual 5.52 km² corresponden a tierra firme y (0.51%) 0.03 km² es agua.

## Demografía
Según el censo de 2010, había 3124 personas residiendo en Licking. La densidad de población era de 563,11 hab./km². De los 3124 habitantes, Licking estaba compuesto por el 73.08% blancos, el 25.64% eran afroamericanos, el 0.58% eran amerindios, el 0.19% eran asiáticos, el 0.03% eran isleños del Pacífico, el 0.06% eran de otras razas y el 0.42% pertenecían a dos o más razas. Del total de la población el 2.21% eran hispanos o latinos de cualquier raza.